# Joseph Bonnet
Joseph Élie Georges Marie Bonnet (Bordeaux, 17 maart 1884 – Sainte-Luce, Canada, 2 augustus 1944) was een Frans organist en componist.

## Levensloop
Joseph Bonnet kreeg zijn eerste muzieklessen van zijn vader, die organist was van de St. Eulalie. Op 14-jarige leeftijd werd hij tot organist benoemd aan de St. Nicholas en kort daarna ook de St. Michael. Bonnet kreeg aan het Conservatorium van Parijs les van Alexandre Guilmant en Louis Vierne. Na zijn studie volgde in 1906 zijn benoeming als organist-titularis aan de Église Saint-Eustache. In 1911 volgde Bonnet zijn vroegere leraar Guilmant op aan het Conservatorium van Parijs.
Bonnet verhuisde in 1917 naar de Verenigde Staten, waar hij rondtoerde en tot 1919 ongeveer 100 concerten gaf. In 1921 richtte hij de orgelafdeling op van de Eastman School of Music in Rochester (New York). Daarop keerde hij terug naar Frankrijk.
In 1940 vluchtte hij naar de Verenigde Staten, waar hij veel orgelmuziek componeerde. Tijdens een korte trip naar Canada in 1944 overleed hij.
Van Bonnets composities is vooral Variations de concert, op. 1, bekend. Dit werk is 'berucht' om de pedaalsolocadens.
- Bibliothèque nationale de France: cb14011363w (data)
- Gemeinsame Normdatei: 131554921
- International Standard Name Identifier: 0000 0001 1453 1812
- Library of Congress Control Number: n80070856
- Nationale Bibliotheek van Letland: 000053228
- MusicBrainz: b8cf8cb1-9406-444e-9692-5d12dc7c9ae9
- Nationale Bibliotheek van Tsjechië: xx0079812
- Nationale Bibliotheek van Israël: 987007282697205171
- Nederlandse Thesaurus van Auteursnamen: 291282636
- Istituto Centrale per il Catalogo Unico: PUVV227148
- SNAC: w6hj4852
- Système universitaire de documentation: 080785484
- Virtual International Authority File: 98704976
- WorldCat: E39PBJqbjybyYhPRhHDd3WXjmd